# 吉崎隆 (陸軍軍人)
吉崎 隆（よしざき たかし、1881年（明治14年）11月27日 - 1948年（昭和23年）1月5日）は、大日本帝国陸軍軍人。最終階級は陸軍少将。

## 経歴・人物
愛知県出身。1902年（明治35年）陸軍士官学校第14期卒業。
1923年（大正12年）8月に載仁親王附武官、1926年（大正15年）7月に陸軍騎兵大佐、1927年（昭和2年）7月に騎兵第12連隊長を経て、1931年（昭和6年）8月1日に陸軍少将に進級と同時に待命、同月29日に予備役に編入した。
1947年（昭和22年）11月28日、公職追放仮指定を受けた。

## 栄典
勲章等
- 1940年（昭和15年）8月15日 - 紀元二千六百年祝典記念章[4]